# Leichtathletik-Weltmeisterschaften der Behinderten 1994/Teilnehmer (Jordanien)
| stlisierte Goldmedaille | stlisierte Silbermedaille | stlisierte Bronzemedaille |
| ----------------------- | ------------------------- | ------------------------- |
| —                       | —                         | 1                         |

Aus Jordanien nahmen eine Frau und fünf Männer an den Leichtathletik-Weltmeisterschaften der Behinderten 1994 teil.

## Ergebnisse

### Frauen
| Athletinnen    | Wettbewerb              | Vorlauf / Vorkampf | Vorlauf / Vorkampf | Halbfinale   | Halbfinale | Finale       | Finale |
| Athletinnen    | Wettbewerb              | Zeit / Weite       | Rang               | Zeit / Weite | Rang       | Zeit / Weite | Rang   |
| -------------- | ----------------------- | ------------------ | ------------------ | ------------ | ---------- | ------------ | ------ |
| Maha Bargouthi | 100 m Rennrollstuhl T50 | –                  | –                  | –            | –          | 37,79 s      | 2      |
| Maha Bargouthi | 200 m Rennrollstuhl T50 | –                  | –                  | –            | –          | 60,29 s      | 1      |
| Maha Bargouthi | 400 m Rennrollstuhl T50 | –                  | –                  | –            | –          | 2:17,67 min  | 2      |
| Maha Bargouthi | Kugelstoßen F52         | –                  | –                  | –            | –          | 2,08 m       | 4      |
| Maha Bargouthi | Diskuswurf F52          | –                  | –                  | –            | –          | 5,86 m       | 3      |

### Männer
| Athleten         | Wettbewerb      | Vorlauf / Vorkampf | Vorlauf / Vorkampf | Halbfinale   | Halbfinale | Finale       | Finale |
| Athleten         | Wettbewerb      | Zeit / Weite       | Rang               | Zeit / Weite | Rang       | Zeit / Weite | Rang   |
| ---------------- | --------------- | ------------------ | ------------------ | ------------ | ---------- | ------------ | ------ |
| Nasser Alkhawaja | Kugelstoßen F41 | –                  | –                  | –            | –          | 11,64 m      | 6      |
| Adam Turjuli     | Kugelstoßen F41 | –                  | –                  | –            | –          | 10,62 m      | 8      |
| Imad Gharbawi    | Kugelstoßen F51 | –                  | –                  | –            | –          | 4,04 m       | 11     |
| Mohammad Odeh    | Kugelstoßen F54 | –                  | –                  | –            | –          | 8,05 m       | 5      |
| Omar Hamadin     | Kugelstoßen F55 | –                  | –                  | –            | –          | 8,65 m       | 8      |
| Nasser Alkhawaja | Diskuswurf F41  | –                  | –                  | –            | –          | 38,20 m      | 6      |
| Adam Turjuli     | Diskuswurf F41  | –                  | –                  | –            | –          | 36,54 m      | 7      |
| Imad Gharbawi    | Diskuswurf F51  | –                  | –                  | –            | –          | 15,68 m      |        |
| Omar Hamadin     | Diskuswurf F55  | –                  | –                  | –            | –          | 28,36 m      | 8      |
| Adam Turjuli     | Speerwurf F41   | –                  | –                  | –            | –          | 33,04 m      | 7      |
| Mohammad Odeh    | Speerwurf F54   | –                  | –                  | –            | –          | 17,86 m      | 7      |